# Michele Abrams
Michele Abrams (Seattle, 19 februari 1966) is een Amerikaanse actrice.

## Carrière
Abrams begon met acteren in 1990 in de televisiefilm Troll 2. Hierna speelde ze in televisieseries en televisiefilms zoals Beverly Hills, 90210 (1991), Buffy the Vampire Slayer (1992) en 7th Heaven (1998).

## Filmografie

### Films
- 1999: Replacing Dad – als Ann Marie
- 1994: Junior – als vrouw in wachtkamer
- 1992: Buffy the Vampire Slayer – als Jennifer
- 1992: Cool World – als Jennifer Malley
- 1991: Nightmare in Columbia County – als Shari Smith
- 1990: My Life as a Babysitter – als Jennifer
- 1990: Troll 2 – als meisje uit het bos

### Televisieseries
- 1998: 7th Heaven – als Becky (1 afl.)
- 1996: Murder, She Wrote – als Mickie (1 afl.)
- 1995: The Marshal – als Janice Bratton (1 afl.)
- 1995: Lois & Clark: The New Adventures of Superman – als Elise Carr (1 afl.)
- 1994: Days of our Lives - als Theresa (3 afl.)
- 1992: Empty Nest – als Kelly (1 afl.)
- 1991: Beverly Hills, 90210 – als Amanda Peyser (1 afl.)
- 1991: Parker Lewis Can't Lose – als Jamie (1 afl.)
- 1990: The Fanelli Boys – als Jennifer Hadley (1 afl.)